# إيدر فارياس
إيدر فارياس (بالإسبانية: Edder Farías) هو لاعب كرة قدم فنزويلي في مركز الهجوم، ولد في 12 أبريل 1988 في ماتورين في فنزويلا. شارك مع منتخب فنزويلا لكرة القدم. أما مع النوادي، فقد لعب مع نادي أونياو دا ماديرا ونادي كاراكاس.

## وصلات خارجية
- إيدر فارياس على موقع قاعدة بيانات كرة القدم.إي يو (الإنجليزية)
- إيدر فارياس على موقع ناشيونال فوتبول تيمز (الإنجليزية)
- إيدر فارياس على موقع Soccerway.com (الإنجليزية)
- إيدر فارياس على موقع AS.com (الإسبانية)